# VCL
VCL (Visual Component Library) je vizuální na komponentách založený framework určený pro vývoj aplikací pod Microsoft Windows. VCL byl vyvinut firmou Borland v jazyku Object Pascal a je určen pro vývojová prostředí Delphi a C++Builder.
Velkou část popularity si VCL získává díky těsné spolupráci s vizuálním nástrojem RAD (Rapid Application Development) od Borlandu.
Multiplatformní ekvivalent VCL se nazývá CLX (Component Library for Cross Platform). Byl vyvíjen pro použití v Delphi, C++ Builderu and Kylixu, ale od jeho vývoje bylo upuštěno ve prospěch VCL.
VCL využívá objektově orientovaný přístup. Vytváří objektovou hierarchii, kde všechny objekty dědí přímo nebo nepřímo od třídy TObject (tudíž TObject je superclass). Tento přístup je běžný v Javě, Smalltalku a dalších objektově orientovaných programovacích jazycích.
Komponenty VCL zapouzdřují práci s ovládacími prvky Windows od formulářů (TForm) přes ovládací prvky (například TButton, TCheckBox), popisky (TLabel) až po přístup k databázím (například ADO nebo IBX componenty) a internetu (komponenty Indy). Tento přístup umožňuje programátorům dále rozšiřovat VCL o řadu dalších vizuálních a nevizuálních komponent. Velmi známé jsou balíčky komponent JEDI a TMS.
Ačkoliv ne všechny komponenty VCL jsou vláknově bezpečné, podporuje VCL multi-threading.